# Alexander Spitzmüller
Alexander Spitzmüller (1917 bis 1919 Freiherr von und zu Spitzmüller-Harmersbach; * 12. Juni 1862 in Wien; † 5. September 1953 in Velden am Wörther See) war ein österreichischer Jurist, Finanzfachmann, Bankdirektor und Politiker.

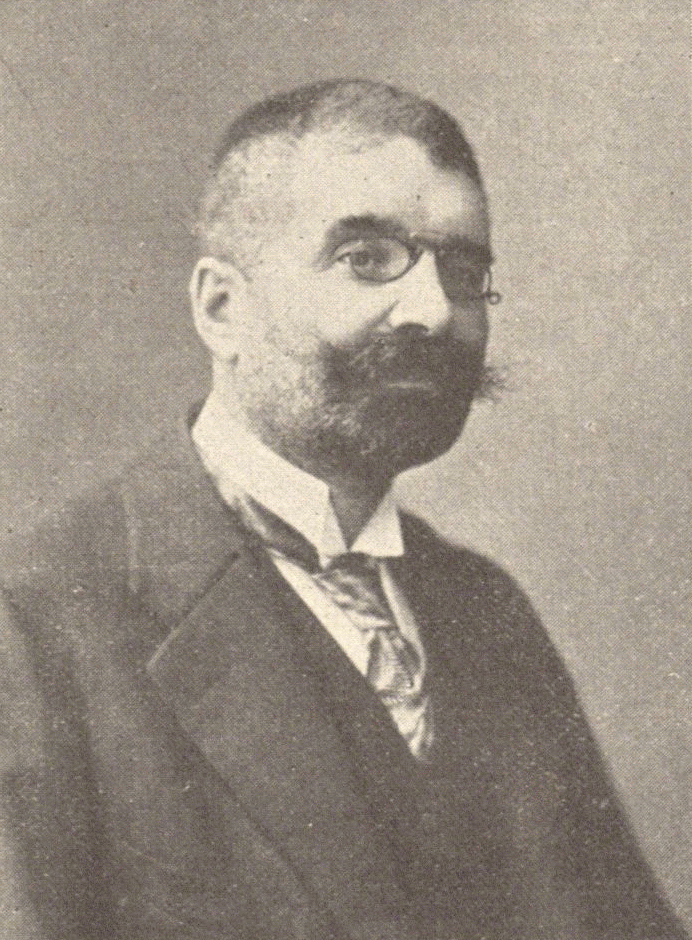
Baron Alexander Spitzmüller
von Ludwig Grillich (Sport & Salon, 1918)

## Leben
Nach Absolvierung des Jusstudiums an der Universität Wien (Doktorat 1884) trat Spitzmüller in den Staatsdienst und wurde 1886 ins österreichische Finanzministerium berufen. Er diente als Präsidialsekretär namhafter Minister, unter anderem war er Mitarbeiter des österreichischen Finanzministers Eugen von Böhm-Bawerk. 1898 wurde er Vorstand des Präsidialbüros, 1899 bis 1900 war er Chef des Budgetdepartments, 1903–1910 Präsident der Finanzlandesdirektion für Wien und Niederösterreich. 1910–1915 war Spitzmüller Vorsitzender der Direktion der Creditanstalt, die damals zum Einflussbereich des Hauses Rothschild gehörte. Spitzmüller galt auch als Vertrauensmann des Thronfolgers Franz Ferdinand.
1915 bis 1916 war Spitzmüller österreichischer Handelsminister, 1916–1917 diente er als österreichischer Finanzminister und von 7. September bis 4. November 1918 übte er als letzter Träger dieser Funktion das Amt des gemeinsamen Finanzministers der Doppelmonarchie aus. 1917 wurde er von Kaiser Karl I. als Freiherr von und zu Spitzmüller-Harmersbach geadelt. Das Adelsaufhebungsgesetz vom 3. April 1919 beendete diese Ehrung.
1919 bis 1922 war Spitzmüller Gouverneur der Österreichisch-Ungarischen Bank und mit deren Liquidation betraut.
Nach verschiedenen Funktionen in der Wirtschaft der Ersten Republik, etwa als Verwaltungsrat der Ankerbrotfabrik,  wurde der fast siebzigjährige, hoch angesehene Bankfachmann 1931–1932, am Höhepunkt der Krise der Creditanstalt, nochmals zu deren Generaldirektor berufen.
Spitzmüller hat, hochbetagt, interessante Erinnerungen veröffentlicht, die unter anderem sein spannungsreiches Verhältnis zu Rudolf Sieghart beleuchten.

## Werke
- … und hat auch Ursach, es zu lieben. Wien 1955.